# انتصار (ممثلة)
انتصار (8 يناير 1967 -)، ممثلة مصرية.

## عن حياتها
ولدت في الإسكندرية، لأسرة جاءت من الصعيد ثم بدأت مسيرتها في عام 1991 وذلك من خلال المشاركة بالأعمال السينمائية والتلفزيونية، شاركت في بعض العروض المسرحية في الجامعة وكونت بفترة قصيرة شهرة وشاركت بأدوار عديدة منها ثانوية، إلى بدايتها الحقيقة في مسلسل راجل وست ستات من خلال شخصية سناء وذلك لعشرة أجزاء، وهي حاصلة على بكالوريوس التجارة من جامعة الإسكندرية.

## أعمالها

### أفلام
- المقامر.
- قليل من الحب كثير من العنف.
- كرسي في الكلوب.
- سحر العيون.
- ولا في النية أبقى.
- حلق حوش.
- الأيام الصعبة.
- واحد صفر.
- شعبان الفارس.
- الحي الشعبي.
- شبه منحرف.
- ميت فل.
- النوم في العسل.
- تفاحة.
- هارمونيكا.
- ست الستات.
- اللبيس.
- سحر العيون.
- شبر ونص.
- سهر الليالي.
- قشطة يابا.
- عوكل.
- علي سبايسي.
- زكي شان.
- أريد خلعاً.
- أبو علي.
- قصة الحي الشعبي.
- أيامنا الجاية.
- رغدة متوحشة
- بلطية العايمة.
- الزمهلوية.
- أنا بضيع يا وديع أنا بضيع يا وديع.
- الآنسة مامي.
- قشطة يابا.
- آخر ديك في مصر.
- اللعبة الأمريكاني.
- أحمد نوتردام.
- ولاد العم
- عالماشي.

### من المسلسلات
| . بنت إسمها ذات - خلصانة بشياكة - ولي العهد - بنات سوبرمان. - الوتد. - سارة. - مبروك جالك قلق. - حلم الجنوب. - يوميات زوج معاصر. | - النهر والتماسيح - الحب موتا. - بنت أفندينا. - مواطن بدرجة وزير. - حياتي أنت. - أيام شخلول - إش إش | - يتربى في عزو. - راجل وست ستات - 10 أجزاء. - حكايات عائلية. - شط إسكندرية. - 6 ميدان التحرير. | - اللص والكتاب. - الملك فاروق. - قصة حب. - ابن موت. - البلطجي. | - نظرية الجوافة. - الرجل العناب. - ذات. - كيكا على العالي. | - الاكسلنس. - كيد الحموات (مسلسل) - ليالي اوجينى (مسلسل) - المعلم - 80 باكو - إش إش |

### من المسرحيات
- البهلوانات.
- البلاش كده.
- يا دنيا يا حرامي.
- في صحتك يابا
- في انتظار بابا 2021

### رسومات الكارتون
- القبطان عزوز

### تقديم
- نفسنة.

## الجوائز
- أفضل ممثلة كوميدية عن مسلسل راجل وست ستات.[3]

## وصلات خارجية
- انتصار على موقع IMDb (الإنجليزية)
- انتصار على موقع قاعدة بيانات الأفلام العربية